# Annona cacans
Annona cacans là loài thực vật có hoa thuộc họ Na. Loài này được Warm. mô tả khoa học đầu tiên năm 1873.